# پیتر مارتین دانکن
 پیتر مارتین دانکن (انگلیسی: Peter Martin Duncan؛ ۲۰ آوریل ۱۸۲۴ – ۲۸ مهٔ ۱۸۹۱) یک دیرین‌شناس اهل انگلستان بود.